# Кримський Селім Баба
Кримський Селім Баба (Селім Діване, Кримський Селімбаба) — (нар. ? — 1756/1757) — турецький суфій кримськотатарського походження, представник кримськотатарської діаспори в Османській імперії. Поет, письменник, шейх (суфійський наставник) дервішеського ордена Кадирі (Кадирійя, Кадир'я). Був відомим кадирським муршидом, одним із старійшин Тарікат-і-Кадир'ї, проповідував на Балканах.
В джерелах згадується як шейх Селім Кирімі (Şeyh Selim Kırimî), Селім Баба Кримський (Kırım'lı Selim Baba), Селім аль-Кадірі аль-Кирімі аль-Алеві (Selim el-Kadirî el-Kırimî el-Alevî). Також відомий як Селім Діване, оскільки використовував псевдонім «Диван» — можливо, у значенні «книга, довідник, енциклопедія, поетичний твір, зібрання інформації».

## Біографія
Народився в Криму. Точні відомості про дату і місце народження, генеалогію Селіма Баби відсутні.
Отримав освіту в медресе в Стамбулі, став каді. Служив каді на Балканах, був заступником судді Боснії.
Покинув службу після звернення до суфізму. Усі свої гроші і майно роздав своїм слугам. Першу суфійську освіту здобув у Шейха Мухаммеда Ефенді, після його смерті продовжив навчання в грецькому місті Кесрійє провінції Монастир у Хусейна Хамді Ефенді, шейха Кадирі. Отримав кваліфікацію для надання суфійської освіти, був призначений халіфом.
Решту життя надавав суфійську освіту: за наказом свого наставника Хусейна Хамді Ефенді спочатку жив і викладав у Скоп'є, а після 1753 р. — у Кьопрюлю (Велес) — одному з центральних районів санджаку провінції Салоніки. Той факт, що Селім Баба був відправлений до Кьопрюлю своїм шейхом, свідчить про важливу роль сект (тарикатів), зокрема кадирського тарикату, у поширенні ісламу. За часів Османської імперії основним населенням санджаку були греки, турки і болгари; в регіоні проживали представники різних конфесій, але переважна більшість мешканців були мусульманами. Селім Баба став одним з тридцяти шейхів кримського походження, що очолювали відомі суфійські обителі в Османській імперії.

Деякі турецькі вчені, зокрема Мустафа Татчі (Mustafa Tatci) сумніваються у тому, що Селім Баба тривалий час займався наставництвом, зважаючи на його замкненість. Сучасник Селіма Баби, Кестенділлі Сулейман Ефенді (Köstendilli Süleyman Efendi), зазначав, що в ньому переважав злий настрій, що він був загалом у мовчазному стані, і тому його називали «диваном» ("в перекладі з турецької — «розбещений»). Сам Селім Баба писав про себе: 
« За те, що мене назвали божевільним, я божевільний друга
Я божевільний, незрозумілий людям розуму»
(«Çün bana mecnun denildi dostumun mecnûnuyam
Ehl-i aklın aklı ermez bir aceb dîvâneyem»)
Селім Баба часто використовував по відношенню до себе характеристику «meczûb» — «божевільний»: можливо, маючи на увазі «захоплений любов'ю до Бога». Або підкреслював цим належність до групи святих у суфізмі, які називають себе божевільними (meczûb, behlûl): вони вчать людей, що таке добро і зло, але не володіють собою, і оскільки вони не знають свого фізичного та соціального середовища, не можуть адаптуватися до цього середовища.
В Кьопрюлю Селім Баба прожив до кінця життя. Похований у збудованому ним будинку дервішів.
Інформації про шлюб та дітей Селіма Баби у джерелах немає.

## Творчість
У своїх творах Селім Баба розкривається «не лише як вчений-теоретик, богослов, а й як вправний художник, що володіє майстерністю художньої комунікації за допомогою неперевершених образів та символів». Деякі суфійські твердження він пояснював своїми власними віршами.
Найвідомішими є два містичні трактати — «Burhanü’l-Ârifîn ve Necâtü’l- Gâfilîn» та «Miftâhu Müşkilâti's-Sâdıkîn Âdâbu Tarîki'l-Vâsılîn». У них поєднується поезія та проза. Вони присвячені різним аспектам теорії і практики суфізму. Автор ставив перед собою завдання виправити неправильне розуміння тих питань в суфізмі, що викликають непорозуміння навіть у деяких суфіїв. У своїх творах дотримувався сунізму та правил шаріату, тлумачив Коран в інтерпретаційній манері.
Класикою суфізму і найважливішим твором Селіма Баби є твір «Burhanü’l-Ârifîn ve Necâtü’l- Gâfilîn» («Докази мудрих і порятунок безтурботних»), у якому він надав покрокове роз'яснення, що означає шлях суфія та як йому слідувати. Відомо 30 рукописних копій твору. Вперше виданий турецькими вченими у 1998 р. — перекладений сучасною турецькою мовою і суттєво спрощений. Також перевидавався у 2004 р.
Інший відомий твір «Miftâhu Müşkilâti's-Sâdıkîn Âdâbu Tarîki'l-Vâsılîn» («Розкриття якостей тих, хто пізнав») є суфійським коментарем до «Müşkilim var o Hak» турецького містика і поета XVII ст. Ніязі-і Місрі (Niyâzî-i Mısrî). Існує 14 або 20 копій цієї роботи. Твір було опубліковано кілька разів: у 1987 р., 1996 р., 2004 р..
Є припущення, що Селім Баба є автором поетичного твору «Divan-i Si'rihi Türki», проте він досі не знайдений. Існує не дуже розбірливий рукопис у розділі «Пожертвування рукописів» бібліотеки Сулейманіє під назвою «Dîvân-ı Selim Baba» (зареєстрований під номером 2574/2) і містить прозові твори автора.
Ідентифіковані 13 віршів Селіма Баби, які були опубліковані турецькими вченими (Bkz. Cemal Kurnaz — Mustafa Tatci, «Kirimli Selim Divane'nin Hayati ve Eserleri ve Siirleri», ILAM Arastirma Dergisi, II/1 (Ocak — Haziran 1997), s. 165—177).

## Твір «Burhanü’l-Ârifîn ve Necâtü’l- Gâfilîn»
Твір був написаний під час навчання в Кесріє і служби Скоп'є, завершений 1752/1753 р.. Цей твір вважається класикою суфізму як за змістом, так і за обсягом. Книга складається з 11 розділів, кожен з яких починається з запитання, на яке автор відповідає, враховуючи явне та езотеричне значення понять. Автор пояснює деякі суфійські теми за допомогою хадисів, слів святих Аллаха та віршів Ніязі-і Місрі (Niyâzî-i Mısrî), Кайгусуз Султан (Kaygusuz Sultân), Юнус Емре (Yunus Emre), Ешрефоглу Румі (Esrefoglu Rumi) та інших.
Порівняно з іншим відомим твором Селіма Баби «Miftâhu Müşkilâti's-Sâdıkîn Âdâbu Tarîki'l-Vâsılîn» цей твір написаний простішою та доступнішою мовою, близькою до розмовної. Твір написаний у формі нотатків, йому притаманні дуже довгі речення з прислівниками. У творі спостерігаються такі особливості, як повтори, випадкові пропуски речень, переплетення довгих речень.
У цьому творі автор пише про пізнання себе і пізнання Бога. Він пояснює, як розуміють Таухід і як його слід розуміти. Питання, що розглядаються у творі: існування Бога, хороші та погані звички, добрі справи, справжня істина, відмова від мирської любові, розчарування та омана, ознаки досконалої людини, якості досконалого провідника, вступ до секти, сутність єретиків, поняття атеїзму, настанови і заборони шаріату, співвідношення знання, віри та істини тощо. Також твір містить роздуми про формування людського тіла з чотирьох елементів (повітря, води, землі та вогню).

## Твір «Miftâhu Müşkilâti's-Sâdıkîn Âdâbu Tarîki'l-Vâsılîn»
Твір є суфійським коментарем до «Müşkilim var o Hak» турецького містика і поета XVII ст. Ніязі-і Місрі (Niyâzî-i Mısrî) і вважається класичним прикладом турецької коментаторської літератури. 
Селім Баба коментує 10 якостей суфістів: «Нехай ваші відносини з Богом ґрунтуються на правді. Іншими словами, остерігайтеся неправильно уявити себе в монотеїзмі Всевишнього Аллаха. Поводьтеся з людьми з хорошими манерами і завжди будьте справедливими. Не противтеся і не зневажайте себе, служіть тим, хто вищий за вас, і майте співчуття та співчуття до тих, хто під вашим контролем. Змилосердьтеся і допомагайте друзям, бо найкращий з людей той, хто корисний іншим. Будьте добрими до своїх ворогів, будьте скромними перед світами, будьте щедрими до дервішів, розмовляйте з невігласами. Не виймай і не мовчи, це мораль святих Аллаха. Той, кого мотивують ці звички, буде щасливий, і він щасливий, і його рідні також у безпеці. Звідси походить втіха і милосердя до світу». 
Головною темою твору є теорія єдності буття (Vahdet-i vücûd). Автор дає інформацію про такі теми, як спосіб життя і поведінка святих, причини посилання пророків і провідників. Також розглядаються центральні категорії в суфізмі: Шлях (tariqat), серце (qalb), наближення (як процес) та близькість (як духовний ступінь) до Бога (qurb).

Термін близькості до Бога Селім Баба передає суфійським поняттям «курб» (kurb) і пояснює таким чином: 
«Чим більше людина зміцнюється в єдинобожжі день за днем, розуміючи та пізнаючи все краще Істинно Сущого Бога, тим більше зростає і ступінь її близькості до Бога» («…Hakk'ı anlaması ve bilmesi ziyâde olup Hakk'a kurbı ziyâde olur»). 
При цьому Селім Баба наголошує на важливості добрих взаємин між людьми як обов'язкової умови близькості до Бога: 
«Чим вища ступінь близькості до Бога… тим більша любов до людей» («Hakk'a kurbı ziyâde olduğı andan fehm olunur ki gitdükçe halkı ziyâde sever»). 
Ця алегорія Шляху як засобу наближення людини до Бога також розкривається через наступні образи: «чисте серце», «око душі», «бачення серця», «завіса на оці серця», «полонений і раб пристрастей», «баланс внутрішнього і зовнішнього як два крила птаха». Основними шляхами наближення до Бога є: неухильна покірність Богу, виконання усіх Його повелінь; служіння суспільству та глибока любов до людей; свобода серця від прив'язаностей до мирського і невтомне прагнення до Бога у кожному вчинку, думці та слові.
На думку Мехмеда Тахіра з Бурси (Bursalı Mehmed Tâhir'in) цей трактат Селіма Баби є «суфістичним витвором мудрості».
У творі домінують характеристики розмовної мови. З цієї причини це схоже на нотатки, зроблені під час розмови. У творі є повтори, випадкові пропуски речень, місця переплетення довгих речень.